# Silverpoint
Silverpoint és una sèrie de televisió europea de ciència-ficció per a adolescents, creada per Lee Walters i Steven Andrew. La sèrie segueix un grup de nens en una acampada d'aventures que descobreixen un artefacte estrany, alhora que se senten atrets pel destí de quatre nens que van desaparèixer misteriosament vint anys enrere. La primera temporada es va emetre a CBBC a partir del 6 de març de 2022. Es va renovar per a una segona temporada que es va estrenar el 17 de maig de 2023 a iPlayer. S'ha doblat al català per al SX3, que va estrenar-la el 29 de juny de 2024.

## Premissa

### Temporada 1
El 1997 quatre nens desapareixen al bosc de Silverpoint. Vint-i-tres anys després, un noi pretén esbrinar què va passar realment.

### Temporada 2
Els Dragonfly competeixen contra tres grups més en una sèrie de reptes dissenyats per una estranya presència alienígena. Cada tasca té lloc en una realitat alternativa molt diferent i aquests setze nens ara han d'utilitzar el seu enginy i la seva imaginació per guanyar. I el premi pel qual lluiten? Ho fan per salvar el món...
Si un grup perd, o decideix renunciar, els artefactes alienígenes esborraran els seus records de tota l'aventura. Per als Dragonfly, les apostes no poden ser més altes: si no tenen èxit, no només perdran el joc, sinó també els seus records i tot el que han passat junts. En poques paraules: lluiten per la seva amistat.

## Repartiment
- Oliver Cunliffe interpreta Louis
- Maiya Silveston interpreta Kaz
- Katy Byrne interpreta Meg
- Krish Misra interpreta Glen
- Aoife Hughes interpreta Bea

### Recurrent
- Scarlett Rayner interpreta Alice
- Jordan Adene interpreta Finn
- Claire Goose interpreta Steph
- Liam McMahon interpreta Daniel
- Fayez Bakhsh interpreta Fisher

Temporada 2
- Skye McClenaghan interpreta Maeve
- Emily Flain interpreta Emma
- Ellen Taylor interpreta Carrie
- Maariya Razzaq interpreta Yasmin
- Noah Manzoor interpreta Jay (Johar)
- Kalli Tant interpreta Dev
- Florisa Kamara interpreta Meena
- Charlie Banks interpreta Kai
- Alis Waters interpreta Isabel
- Lucy Chambers interpreta Monika
- Keira Chansa com Faye
- Padraig (Podge) McCormack interpreta Luka
- Frances Mayli McCann interpreta Charlotte

## Episodis

### Temporada 1 (2022)
| Núm. | Títol                               | Direcció    | Guió                        | Data d'emissió original | Data d'estrena en català (SX3) |
| --- | ----------------------------------- | ----------- | --------------------------- | ----------------------- | ------------------------------ |
| 1 | «Els Espiadimonis»                  | Dan Zeff    | Lee Walters                 | 6 de març de 2022       | 29 de juny de 2024             |
| La Kaz, de la colla dels Espiadimonis a la casa de colònies d'aventura de Silverpoint, s'escapa bosc endins. Quan el cap de colla, en Louis, i els altres dos, en Glen i la Meg, surten de matinada a buscar-la, ensopeguen amb un artefacte estrany a flor de terra, que fa levitar qualsevol cosa o persona que s'hi posi per damunt.                                                                |                                     |             |                             |                         |                                |
| 2 | «La paradoxa de Fermi»              | Dan Zeff    | Lee Walters i Joanne Lau    | 13 de març de 2022      | 29 de juny de 2024             |
| Els Espiadimonis tornen a sortir al bosc per mirar de descobrir el misteri de l'estrany artefacte que hi han trobat. En Louis i la Kaz entren en una barraca atrotinada on es troben amb la colla dels Rossinyols, més veterans. Tots plegats hi viuran una experiència esborronadora. Mentrestant, en Glen i la Meg descobreixen que l'artefacte també és capaç de teletransportar objectes.          |                                     |             |                             |                         |                                |
| 3 | «Quaranta-tres segons»              | Dan Zeff    | Lee Walters                 | 20 de març de 2022      | 30 de juny de 2024             |
| En Louis vol experimentar en carn pròpia si l'artefacte misteriós també és capaç de teletransportar persones. En Glen li disputa aquest protagonisme i aconsegueix ser ell l'objecte de la prova, no sense abans haver fet una prova preventiva amb una gallina. Però un error de càlcul d'en Louis farà una mala passada a en Glen.                                                                   |                                     |             |                             |                         |                                |
| 4 | «L'home del soterrani»              | Dan Zeff    | Lee Walters i Jenna Jovi    | 27 de març de 2022      | 30 de juny de 2024             |
| Quan els companys de la colla dels Espiadimonis l'acusen de traïdor i d'haver posat en Glen en perill de mort, en Louis es justifica confessant-los el veritable motiu que l'ha dut a la casa de colònies. Vet aquí com faran un pas més per desvelar els secrets de l'artefacte extraterrestre. |                                     |             |                             |                         |                                |
| 5 | «Avui ens esfumem»                  | Marek Losey | Vicki Lutas i Anna McCleery | 3 d'abril de 2022       | 6 de juliol de 2024            |
| En Louis, que creu que el suposat artefacte extraterrestre és una mena d'entrada cap a alguna cosa o cap a algun lloc, vol convèncer la resta de la colla dels Espiadimonis perquè facin aquest trànsit a fi de descobrir què hi ha a l'altra banda. La Meg, tanmateix, té uns altres plans, i han de ser-hi tots quatre perquè la cosa funcioni.                                                      |                                     |             |                             |                         |                                |
| 6 | «Aquí hi ha monstres (1a part)»     | Marek Losey | John Hickman                | 10 d'abril de 2022      | 7 de juliol de 2024            |
| La Meg ha desaparegut per obra i gràcia de l'artefacte suposadament extraterrestre i la Kaz creu que només en Louis és capaç de fer-la tornar, però li fa pànic avisar la policia. En Louis coacciona en Fisher, el misteriós vigilant del bosc, fins que aquest li revela que l'artefacte els ha enviat un monstre a canvi de la Meg.                                                                 |                                     |             |                             |                         |                                |
| 7 | «Aquí hi ha monstres (2a part)»     | Marek Losey | Lee Walters                 | 17 d'abril de 2022      | 13 de juliol de 2024           |
| L'estrany fenomen de les desaparicions de persones s'estén com una taca d'oli, fins que el monstre suposadament enviat per l'artefacte a canvi de la Meg ataca la casa de colònies. Els Espiadimonis i la Bea han d'afrontar els dimonis personals per salvar-se i salvar els altres. La Kaz creu que són ells mateixos, i ningú més, els qui han desaparegut.                                         |                                     |             |                             |                         |                                |
| 8 | «Què li ha passat a la Meg?»        | Marek Losey | Joanne Lau                  | 24 d'abril de 2022      | 14 de juliol de 2024           |
| Els Espiadimonis i la Bea s'escarrassen a trobar un sentit al mal tràngol que passen. El Louis creu que només el poder de la ment pot tornar a posar les coses al seu lloc. Mentrestant, el Finn i l'Alice ajuden la Meg a esquivar la presència d'uns perillosos intrusos a la casa de colònies. |                                     |             |                             |                         |                                |
| 9 | «Així és com s'acaba el nostre món» | Amy Coop    | Lee Walters                 | 1 de maig de 2022       | 20 de juliol de 2024           |
| La Bea aconsegueix posar en marxa i conduir un cotxe atrotinat, però s'estavella contra un arbre i no para de tenir mal de cap. El Louis se'n preocupa i li ensenya les estrelles que contemplava amb el seu pare de petit. El Glen, per la seva banda, prova de lligar amb una sirena a l'embarcador. Mentrestant, la Kaz busca la manera de sortir de la dimensió espai-temps en què estan atrapats. |                                     |             |                             |                         |                                |
| 10 | «Marrada»                           | Amy Coop    | John Hickman                | 8 de maig de 2022       | 21 de juliol de 2024           |
| La Bea es desperta a casa dels seus avis després d'haver-se desmaiat, en trobar-se cara a cara amb el seu pare quan aquest tenia més o menys la seva edat. Ella i els seus companys decideixen tornar al bosc per provar de tornar al present. Intrigat per la situació, el Daniel, el pare de la Bea, s'escapa de casa amb la intenció d'anar-se'n amb ells.                                          |                                     |             |                             |                         |                                |
| 11 | «Callada i valenta»                 | Amy Coop    | Lee Walters                 | 15 de maig de 2022      | 27 de juliol de 2024           |
| Els agents del govern, encapçalats pel Fisher, han desenterrat l'artefacte suposadament extraterrestre i es preparen per traslladar-lo a un lloc segur. Contra rellotge, el Finn, l'Elliot i l'Alice acompanyen la Meg, que és l'única persona que pot salvar els amics desapareguts el Louis, la Kaz, el Gle i la Bea abans no s'hagin endut l'artefacte. |                                     |             |                             |                         |                                |
| 12 | «Digna de ser salvada»              | Amy Coop    | Lee Walters                 | 22 de maig de 2022      | 28 de juliol de 2024           |
| La Meg no es creu que el Fisher i els seus pretesos agents del govern hagin tornat la Kaz a la casa d'acollida. El Louis li dona la raó. Els Espiadimonis no volen deixar la casa de colònies sense haver fet res per salvar-la... i decideixen actuar. La Bea no hi arriba a temps. |                                     |             |                             |                         |                                |
| 13 | «Tots quatre junts de nou»          | Amy Coop    | Lee Walters                 | 29 de maig de 2022      | 3 d'agost de 2024              |
| Decidits a rescatar la Kaz de mans dels falsos agents del govern, el Louis, la Meg i el Glen s'enfilen dalt d'un camió on els homes del Fisher han carregat l'artefacte, amb l'esperança que els portin on la tenen retinguda. La Bea, per part seva, convenç els seus pares perquè la deixin anar amb l'Alice i el Finn, i tots tres es dirigeixen cap a la base de l'organització.                   |                                     |             |                             |                         |                                |

### Temporada 2 (2023)
| Núm. | Títol                                      | Direcció              | Guió                        | Data d'emissió original | Data d'estrena en català (SX3) |
| --- | ------------------------------------------ | --------------------- | --------------------------- | ----------------------- | ------------------------------ |
| 1 | «Concentració»                             | Amy Coop              | Lee Walters                 | 17 de maig de 2023      | 4 d'agost de 2024              |
| Els Espiadimonis descobreixen tota la veritat sobre la misteriosa organització que els perseguia. En realitat es tracta de Greenfront, una associació ecologista que pretén escollir, a través d'un concurs, els quatre adolescents que han de salvar el món. Però no estan sols, en la competició hi participen tres grups més: els Control-Alt, els Fènix i els Allau.                                           |                                            |                       |                             |                         |                                |
| 2 | «La germaneta»                             | Amy Coop              | Lee Walters                 | 17 de maig de 2023      | 10 d'agost de 2024             |
| El Louis i la Kaz han descobert accidentalment que tots plegats van a bord d'una astronau que navega per l'espai, a milions d'anys llum de la Terra. Els Espiadimonis s'adonen que han envaït el món alternatiu d'un dels grups rivals en el concurs de Greenfront, el dels Allau: un parc d'atraccions on no són gaire ben rebuts i on aprenen una bona lliçó de lideratge.                                       |                                            |                       |                             |                         |                                |
| 3 | «No m'oblidis»                             | Amy Coop              | Lee Walters                 | 17 de maig de 2023      | 11 d'agost de 2024             |
| El primer dels reptes proposats per la Charlotte té lloc al món alternatiu dels Allau, un parc d'atraccions on tots quatre grups tenen algun membre que en conserva algun record d'infantesa. La regla del joc és que el darrer grup que toqui el respectiu artefacte queda eliminat del concurs. Però les conseqüències poden arribar a ser molt pitjors per als perdedors.                                       |                                            |                       |                             |                         |                                |
| 4 | «Es tanca una porta i se n'obre una altra» | Amy Coop              | James Moran i Lee Walters   | 17 de maig de 2023      | 17 d'agost de 2024             |
| La Monika i la Isabel, del grup Control-Alt, volen comprovar si és veritat que Greenfront ha enviat el grup del Fènix a casa. Amb l'ajut del Glen, fabriquen un televisor per rebre notícies de l'exterior. Mentrestant, el Jay, la Kaz i el Louis exploren l'astronau que els porta a milions d'anys llum de la Terra, però s'emporten un bon ensurt.                                                             |                                            |                       |                             |                         |                                |
| 5 | «Les amnèsiques»                           | Louise Ní Fhiannachta | Julie Dixon i Lee Walters   | 17 de maig de 2023      | 18 d'agost de 2024             |
| Les noies del grup del Fènix estan confinades en un hotel de la ciutat, i no recorden res de tot el que els ha passat amb la gent de Greenfront. La Bea, la filla dels amos de la casa de colònies de Silverpoint, on tot va començar, es posa en contacte amb una d'elles, la Maeve, per ajudar-la a recordar i així poder retrobar els seus amics Espiadimonis.                                                  |                                            |                       |                             |                         |                                |
| 6 | «Primer dia»                               | Amy Coop              | Lee Walters                 | 17 de maig de 2023      | 24 d'agost de 2024             |
| El segon repte proposat per Greenfront té lloc en una platja: el món alternatiu del grup del Fènix, ja eliminat. Es tracta de tocar un immens artefacte penjat a dalt del cel. Van passant els dies i ningú no troba la manera d'aconseguir-ho. Fins que el Louis s'adona que aquest no és pas l'artefacte de debò, sinó una creació d'en Jay per tenir els altres grups distrets mentre el seu grup va per feina. |                                            |                       |                             |                         |                                |
| 7 | «Llums fora»                               | Louise Ní Fhiannachta | Maryam Hamidi i Lee Walters | 17 de maig de 2023      | 25 d'agost de 2024             |
| La Monika i la Isabel, del grup Control-Alt, sospiten que Greenfront no és una associació d'ecologistes que vol salvar el món, sinó un grup d'extraterrestres. El Louis els proposa una manera de sortir de dubtes: comparar al microscopi una mostra de la sang del Fisher amb una de la seva pròpia sang. Però aconseguir una mostra seva no és una tasca gens fàcil.                                            |                                            |                       |                             |                         |                                |
| 8 | «Especials»                                | Aidan Largey          | Matt Sinclair i Lee Walters | 17 de maig de 2023      | 31 d'agost de 2024             |
| La Charlotte revela als dos grups restants, Control-Alt i Espiadimonis, que fisiològicament i genèticament no són humans, sinó extraterrestres. Mentrestant, la Bea, després d'una llarga odissea, arriba finalment a les instal·lacions de Greenfront amb la intenció de salvar els seus amics, i sobretot el Louis.                                                                                              |                                            |                       |                             |                         |                                |
| 9 | «No ho toqueu»                             | Aidan Largey          | Temi Oh i Lee Walters       | 17 de maig de 2023      | 1 de setembre de 2024          |
| El tercer repte té lloc al món alternatiu del grup Control-Alt: les runes d'un castell amb tot un laberint de galeries subterrànies. La Bea ha d'omplir el buit deixat per la Monika. Però el fet d'haver de competir en grups rivals serà una duríssima prova, tant per a ella com per al Louis. |                                            |                       |                             |                         |                                |
| 10 | «Mal de cap»                               | Aidan Largey          | Julie Dixon i Lee Walters   | 17 de maig de 2023      | 8 de setembre de 2024          |
| El Louis està en estat de coma arran de la victòria del grup Control-Alt. La Kaz, la Meg i el Glen reculen unes hores en el temps, abans de l'accident del seu amic. Sense que els altres se n'assabentin, repeteixen el tercer repte i el Louis se salva, però els Espiadimonis tornen a perdre. |                                            |                       |                             |                         |                                |
| 11 | «Les coses que hem fet»                    | Aidan Largey          | Matt Sinclair i Lee Walters | 17 de maig de 2023      | 14 de setembre de 2024         |
| Havent perdut el tercer repte de Greenfront, els Espiadimonis han estat eliminats, han perdut la memòria i cadascú ha tornat a casa seva. Però la Bea ha quedat atrapada dins d'un dels artefactes i corre un greu perill. Els seus pares, la Steph i en Daniel, els han convidat a la casa de colònies de Silverpoint per intentar que recobrin la memòria i puguin salvar la Bea.                                |                                            |                       |                             |                         |                                |
| 12 | «L'hora de salvar el món»                  | Louise Ní Fhiannachta | James Moran i Lee Walters   | 17 de maig de 2023      | 15 de setembre de 2024         |
| Mentre els pares de la Bea fan el que poden perquè els Espiadimonis recobrin la memòria i així poder-la salvar, ella és a l'edifici de Greenfront amb els pocs que encara hi queden i amb un extraterrestre que es fa passar per un d'ells. Aquest ésser revela a la Charlotte que cal salvar el món dels Espiadimonis, i exigeix a la Bea que traeixi els seus amics per poder salvar el món.                     |                                            |                       |                             |                         |                                |
| 13 | «No sé què sou»                            | Aidan Largey          | Lee Walters                 | 17 de maig de 2023      | 21 de setembre de 2024         |
| Els Espiadimonis s'assabenten que són descendents d'extraterrestres que es van instal·lar a la Terra fa molts anys, i que els seus poders sobrehumans són una greu amenaça per a la humanitat. Tanmateix, decideixen tornar a la Terra, on mai més ningú no els torni a dir el que han de fer. |                                            |                       |                             |                         |                                |

## Premis i reconeixements
Silverpoint va ser nominat a dos BAFTA, un premi Kidscreen a la millor sèrie d'imatge real, i va guanyar un premi RTS NI de Nens i Animació.